# Blurring the Edges
Blurring The Edges es el álbum debut de la cantante estadounidense Meredith Brooks, que se hizo popular por su tema "Bitch" (1997). El álbum logró llegar al top 20 del Billboard 200 y llegó a vender más de tres millones de copias en todo el mundo.

## Lista de canciones
- "I Need" (Brooks, Shelly Peiken) – 4:10
- "Bitch" (Brooks, Peiken) – 4:12
- "Somedays" (Brooks, Larry Dvoskin) – 3:45
- "Watched You Fall" (Brooks, Ward) – 4:50
- "Pollyanne" (Brooks, Peiken) – 3:14
- "Shatter" (Brooks, Peiken) – 3:59
- "My Little Town" (Brooks, Corey, Lynch) – 3:59
- "What Would Happen" (Brooks) – 5:16
- "It Don't Get Better" (Brooks, Kevin Dukes) – 4:12
- "Birthday" (Brooks, Peiken) – 3:14
- "Stop" (Brooks, Dvoskin) – 5:00
- "Wash My Hands" (Brooks, Dvoskin, Peiken) – 5:04

## Vídeoclips
- Bitch
- I Need
- What Would Happen
- Bitch (live)

- Datos: Q3641229